# Euwilemania
Euwilemania là một chi bướm đêm thuộc họ Noctuidae.